# Hermann Nebe
Friedrich Adolf Hermann Nebe (* 2. März 1877 in Halberstadt; † 1. Juli 1961 in Eisenach) war ein deutscher Schriftsteller und Journalist.

## Leben
Hermann Nebe wurde als Sohn des Halberstädter Oberdompredigers Gustav Nebe geboren. Die Familie siedelte 1883 nach Münster über, wo Nebe das Gymnasium besuchte. Er studierte in Halle, Leipzig und Kiel zunächst Jura, wechselt 1909 in das Fach Kunstgeschichte und anschließend Journalistik und wurde schließlich Schriftsteller und Journalist. Hermann Nebe war verheiratet und hatte vier Kinder, zu denen die Künstlerin Susanne Kandt-Horn gehörte.

## Leistungen
Als freier Schriftsteller begann er 1907 als Redakteur bei der Eisenacher Tagespost und wurde 1908 deren Schriftleiter. Diese Funktion hatte er mit Unterbrechungen bis 1925 inne und verfasste zahlreiche Artikel zur Heimatgeschichte.
Ab 1925 war er Burgwart der Wartburg. Er legte 1927 das Verlies im Südturm der Wartburg frei und entdeckte dabei die Inschrift des Täufers Fritz Erbe. In seiner Eigenschaft als Burgwart trug er maßgeblich zum Erhalt der Grundsubstanz der Burg in den Wirren des Zweiten Weltkriegs bei. Einer der Höhepunkte seiner Tätigkeit war die Wartburgführung für Papst Pius XII. am 7. September 1928.
In der Zeit von 1945 bis 1952 war er Präsident der Wartburg-Stiftung und erlangte deutschlandweit den Ruf eines anerkannten Heimat- und Burgenforschers. Als 1947 Bestrebungen begannen, die Stiftung Carl-Alexander-Bibliothek aufzulösen, bemühte sich Nebe darum, die Bücher wieder zurück auf die Wartburg zu holen, was schließlich unter seinem Nachfolger Siegfried Asche 1958 gelang. 1947 erhielt Nebe die Ehrenprofessur.
Hermann Nebe gehörte zu den Gründern des Eisenacher Geschichtsvereins und war Ehrenpräsident der Sommergewinnszunft.

## Veröffentlichungen (Auswahl)
- Lachende Heimat. Heitere Geschichten aus Thüringen und sonstwoher. Philipp Kühner, Eisenach 1920
- Das Wartburgjahr 1925/26, Bauarbeiten, Funde, Ausgrabungen. In: Wartburg-Jahrbuch 1926, Eisenach 1926, S. 21–64
- Die Heilige der Wartburg: Ein Elisabeth-Büchlein. Otto Steinbach, Eisenach 1931
- Heitere Wartburgschau: Seltsame und heitere Geschehnisse von und auf der Wartburg. Engelhard-Reyher, Gotha 1939
- Junker Jörg auf der Wartburg. Wartburg-Verlag, Eisenach 1946
- Die Wartburg. Kleiner Führer durch die Geschichte, Sagen und Räume der Burg. Rudolf A. Lang Verlag, Pößneck 1949